# Noi Due
Noi Due (рус. Мы два) — это тринадцатый студийный альбом итальянского певца Эроса Рамаццотти, выпущенный 19 ноября 2013 года.

## Об альбоме
Данный альбом является репаком предыдущего альбома Эроса Рамаццотти Noi. Также существует испанская версия альбома Somos Dos. Диск содержит 3 неизданные песни, в том числе и песня «Io prima di te», которая впервые прозвучала на итальянском радио 28 октября 2013 года. Две другие новые песни-это ремикс сингла «Fino all'estasi», который Эрос Рамаццотти исполнил вместе с Николь Шерзингер и новая акустическая версия песни «Noi».
Данный альбом был выпущен в двух версиях:
- Стандарт: альбом Noi Due и DVD с презентацией альбома Noi в Чинечитте.[2]
- Deluxe: альбом Noi Due, альбом Somos Dos, диск живого выступления Эроса Рамаццотти в Чинечитте, виниловая пластинка с синглом Io prima di te, футболка с логотипом альбома Noi.[2]

## Список композиций
| №                   | Название                                                                | Длительность |
| ------------------- | ----------------------------------------------------------------------- | ------------ |
| 1.                  | «Io prima di te»                                                        | 3:35         |
| 2.                  | «Noi»                                                                   | 3:53         |
| 3.                  | «Un angelo disteso al sole»                                             | 3:24         |
| 4.                  | «Questa nostra stagione»                                                | 3:37         |
| 5.                  | «Io sono te» (совместно с Джанкарло Джаннини)                           | 3:32         |
| 6.                  | «Fino all'estasi» (совместно с Николь Шерзингер)                        | 3:45         |
| 7.                  | «Abbracciami»                                                           | 3:16         |
| 8.                  | «Balla solo la tua musica»                                              | 3:50         |
| 9.                  | «Infinitamente»                                                         | 3:47         |
| 10.                 | «Polaroid»                                                              | 3:33         |
| 11.                 | «Sotto lo stesso cielo»                                                 | 3:40         |
| 12.                 | «Una tempesta di stelle»                                                | 3:51         |
| 13.                 | «Testa o cuore» (совместно с Club Dogo)                                 | 4:05         |
| 14.                 | «Cosi» (совместно с Il Volo)                                            | 4:17         |
| 15.                 | «Solamente uno» (совместно с Hooverphonic)                              | 3:06         |
| 16.                 | «Fino all'estasi (Daddy's Groove Remix)» (совместно с Николь Шерзингер) | 3:32         |
| 17.                 | «Noi (Acoustic Version)»                                                | 3:13         |
| Общая длительность: | Общая длительность:                                                     | 55:59        |

## Live DVD Cinecitta
- 1.Sotto lo stesso cielo
- 2.Un angelo disteso al sole
- 3.Questa nostra stagione
- 4.Stella gemella
- 5.Se bastasse una canzone
- 6.Balla solo la tua musica
- 7.Noi
- 8.Una tempesta di stelle
- 9.Cose della vita
- 10.Terra promessa
- 11.Una storia importante
- 12.Adesso tu
- 13.Abbracciami
- 14.Polaroid
- 15.Dove c'è musica
- 16.Più bella cosa
- 17.Io sono te
- 18.Infinitamente
- 19.Un angel como el sol tu eres